# Araquari
Araquari is een gemeente in de Braziliaanse deelstaat Santa Catarina. De gemeente telt 23.080 inwoners (schatting 2009).

## Aangrenzende gemeenten
De gemeente grenst aan Balneário Barra do Sul, Barra Velha, Guaramirim, Joinville, Massaranduba, São Francisco do Sul en São João do Itaperiú.